# Dianthus pinifolius
Dianthus pinifolius — вид квіткових рослин родини гвоздикових (Caryophyllaceae).

## Біоморфологічна характеристика
Це напівкущик.

## Поширення
Албанія, Болгарія, Греція, Крим, Румунія, Грузія, Туреччина [у т. ч. європейська], Македонія, Сербія і Косово.
В Україні вид наводиться для Криму (околиць Севастополя) на основі гербарного зразка, зібраного Н. Н. Цвелевим у 1983 році, а також кількох зразків старих зборів минулого і позаминулого століть.